# Амзас
Амза́с (рос. Амзас) — селище у складі Таштагольського району Кемеровської області, Росія. Входить до складу Каларського сільського поселення.

## Населення
Населення — 391 особа (2010; 418 у 2002).
Національний склад (станом на 2002 рік):
- росіяни — 92 %